# انحلال البشرة الفقاعي
انحلال البشرة الفقاعي هو مجموعة من الاضطرابات الوراثية تصيب النسيج الضام و تسبب ظهور بثرات بالجلد والأغشية المخاطية بمدى 1/50,000 . و يحدث هذا نتيجة لنقص في الروابط الدقيقة بين طبقتى البشرة والأدمة. بما يؤدى إلى الاحتكاك بينهما ؛ و هشاشة الجلد.تتراوح حدة المرض من طفيف قاتل.
حازَ المرضُ اهتمام المجتمع البريطاني عندما بثت القناة الرابعة البريطانية فيلماً وثائقياً بعنوان الرجلُ الذي سَقَطَ جلده يؤرخ لحياة الإنجليزى جونى كيندى الذي مات مصاباً بانحلال البشرة الفقاعي. كما كان هناك فيلمٌ مماثلٌ له في الولايات المتحدة بعنوان لحمي ودمي.
يُطلَق على الأطفالِ المصابين بهذا المرض الأطفال الفراشات.

## تصنيف

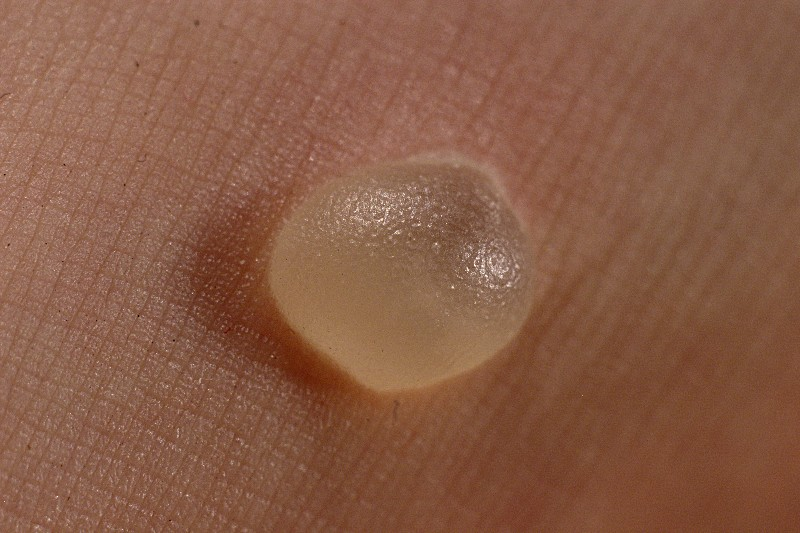
البثرات (تنقيط-بطباطة)

انحلال البشرة الفقاعي يشير إلى مجموعة من الاضطرابات الوراثية متمثلة بتكون بثرات عقب التعرض لرضوض شديدة البساطة والضعف. و لقد تم التعرف على أكثر من 300 طفرة في هذه الحالة و لقد تم تقسيمهم إلى الأنواع التالية:

### انحلال البشرة الفقاعي البسيط
هو أحدُ أشكالِ المرض ويسبب البثور في مواضح الحك. صورته النمطية تصيب اليَدَ والقَدَم.و يُتَوارَثُ المرض كصفة جينية سائدة تصيب جينات الكيراتين KRT5 & KRT14.

### انحلال البشرة الفقاعي الوَصْلِيُّ
يصيب أياً من الأطفال أو الكبار.و يؤثر على بروتينات اللامينين والكولاجين. يتميز عن أشباهه بتكون البثرات خلال طبقة اللامينا ليوسيدا (بالإنجليزية: Lamina Lucida)‏ من الغشاء قاعدي. يُتَوارَثُ كصفة متنحية.
و يمكن أيضاً أن تتكون بثراتٌ احتكاكية خصوصاً باليد والقدم (تماماً كما في حالةِ الانحلال البسيط). مُعَدَّلُ الإصابة بهذا الشكل من المرض يقل عن واحدٍ في المليون.

### انحلال البشرة الفقاعي الحَثلِيُّ
هو أحدُ الأَشكال الموروثة من المرض؛ ولا يقتصر تأثيره على الجلد بل قد يمتد إلى أعضاءَ أُخرى. تُسَبِّبُّهُ طَفَراتٌ جينية في الجين (COL7A1) المسئول عن البروتين كولاجين من النوع السابع.قد تكونُ تلك الطفراتُ ذاتَ صفة سائدة أو متنحية

## فيزيولوجيا المرض
يتشَكَّلُ جلد الإنسان من طبقتين : الخارجية منهما (البشرة) و أُخْرى تحتها (الأدمة). في الأفراد الأصحاء توجدُ روابطٌ ومرتكزات (مراسي)
بروتينية تربط هاتين الطبقتين إلى بعضهما وتمنع إحداهما من التحرك بمعزل عن الأخرى بينما تغيب هذه المراسي عن جلد المصابين بـانحلال البشرة الفقاعي مما يصيب الجلدَ بهشاشة شديدة فتنفصل الطبقتان عن بعضهما من أدنى احتكاك أو صدمة مسببة بثرات وقروحَ مؤلمة قد تصل شدة ألمها إلى درجة مماثلة لحروق الدرجة الثالثة، وعلاوة على ذلك تزيد احتمالات تعرض المرضى لأورام سرطانية نتيجةً للضرر المزمن الواقع على خلايا الجلد.

## العلاج

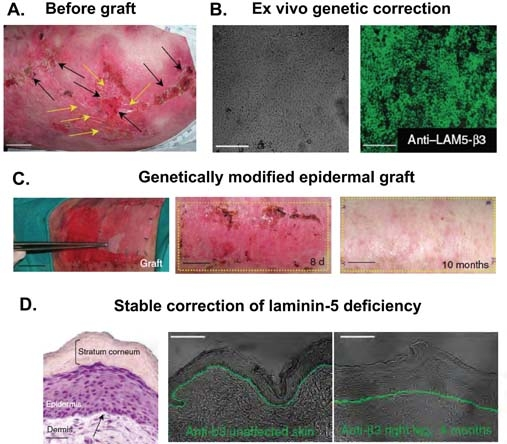
علاج انحلال البشرة الفقاعي بزراعة خلايا جذعية معدلة

ركزت الأبحاثُ الحديثةُ على تغيير مزيج بروتينات الكيراتين التي يفرزها نسيج الجلد. و توجدُ 54 مورثة مِنْهُنَّ 28 مُوَرِّثاتِ للنوع الأول من الخيوط المتوسطة ؛ و 26 أُخَرُ يعملن على النوع الأول من ثنائيات البروتين. كثيراتٌ من هذه المورثات مُتشابهات وظيفياً وبنيوياً؛ ولكن كلاً منهن تختصُّ بنوعٍ معينٍ من الخلايا أو بالظروف التي تتشكل فيها الخلية في حالتها الطبيعية.فإذا تم التحكم بمورثات الكيراتين المتحورة المعطوبة وتبديلها إلى أخرى صالحة فقد يتم حينها تقليل أعراض المرض.
على سبيل المثال؛ وُجِدَ أَنَّ مُرَكَّبَ سلفورافان الموجود بنبات القُـنَّـبِـيط الأسود يقلل التبثر إلى درجة لا يمكن تعرفها بالعين المجردة عند حقنه لأمهات فئران التجارب المصابة بالمرض ودهنه (مذاباً في زيت الهوهوبا) لصغارها المصابين. كما أنَّ بحثاً حديثاً بجامعة مينيسوتا تَضَمَّنَ زرعاً لـنخاع العظام لطفلٍ ذي تسعةِ أعوامٍ هُوَ أَصْغَرُ أخوين مصابين بالمرض ؛ و قد نجحت العملية مبشرة بالعثور على علاج ناجع لهذا المرض ؛ و قد أُجريَت العملية لاحقاً للأخ الأكبر وأخيراً سوف تجرى تجربة سريرية يخضع لها ثلاثونَ آخرون. و على الرغم من ذلك ؛يُهَدِّدُ التثبيط مناعي الشديد اللازم لعملية زرع نخاع العظام تهديداً خطيراً بالتعرض لعدوى خطيرة في المرضى ذوى البثور الكبيرة والجلود المتآكلة من جراء المرض ؛ و قد مات بالفعل أربعةُ مرضىً على الأقل من المصابين بانحلال البشرة الفقاعي جرَّاءَ عملية الزرع أو خلال الإعداد لها؛ بالرغم من أن عددَ من خضعوا للعملية التجريبية هم بالفعل عددٌ قليلٌ حتى الآن.

## وبائياتالمرض
تُقَدَّرُ نسبة المصابين بـانحلال البشرة الفقاعي بخمسين يتم تشخيصهم من كل مليون مولودٍ حيٍ ؛ و 9 في المليون من التعداد السكاني العام. منهم 92% مصابون بانحلال البشرة الفقاعي البسيط و 5% بانحلال البشرة الفقاعي الحَثلِيُّ و 1% انحلال البشرة الفقاعي الوَصْلِيُّ و 2% غير مصنفين.
و يصيب المرض كل المجموعات الإثنية والعرقية في العالم ؛ و يصيب كلا الجنسين بلا تمييز.